# Fantastični film
Fantastični film, žanr igranog filma koji obrađuje fantastične teme koje uključuju magiju, fantastične svjetove, mitološka bića (vile, čarobnjaci, vještice, zmajevi, goblini, čudovišta) i folklor. Zajedno s horor filmovima i znanstveno-fantastičnim filmovima pripada nadžanru fantastike, a ponekad se preklapa s tim žanrovima, iako se vodi kao poseban žanr.
U žanru, osim mita i fantazije, prevladava pustolovina, neobično i eskapizam. Istaknuti primjeri fantastičnih filmova su Izgubljeni svijet (1925.), King Kong (1933.), Čarobnjak iz Oza (1939.), Bagdadski lopov (1940.), Sedmi pečat (1957.), Jazon i argonauti (1963.), Excalibur (1981.), Conan barbarin (1982.), Beskrajna priča (1984.), Edward Škaroruki (1990.), Beskrajni dan (1993.), Vrana (1994.), Jumanji (1995.), Biti John Malkovich (1999.), Gospodar prstenova: Prstenova družina (2001.), Harry Potter i Kamen mudraca (2001.), Gospodar prstenova: Dvije kule (2002.), Harry Potter i Odaja tajni (2002.), Gospodar prstenova: Povratak kralja (2003.), Van Helsing (2004.), Harry Potter i zatočenik Azkabana (2004.), Panov labirint (2006.), Conan barbarin (2011.), Hobit: Neočekivano putovanje (2012.), Zlurada (2014.) itd.